# Katharina Caradja Botzaris

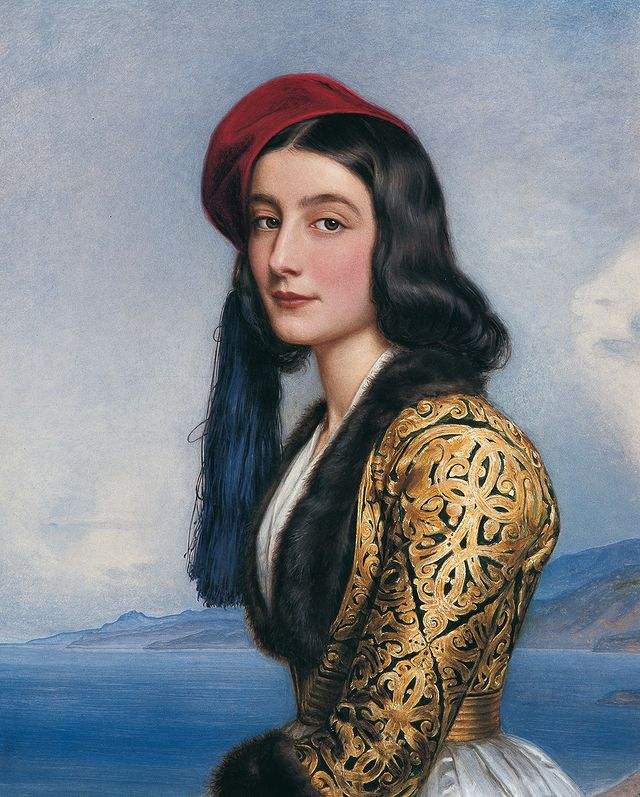
Joseph Stielers Gemälde von Katharina, 1841

Katharina „Rosa“ Botzaris, verheiratete Caradja (griechisch: Κατερίνα Μπότσαρη; albanisch: Katerina Boçari) (* 1818 oder 1820 in Ioannina; † 1875) war eine Tochter des souliotischen Freiheitskämpfers Markos Botzaris und durch Heirat ein Mitglied der Familie Caradja. Sie war Hofdame von Amalie Prinzessin von Bayern und Königin von Griechenland.

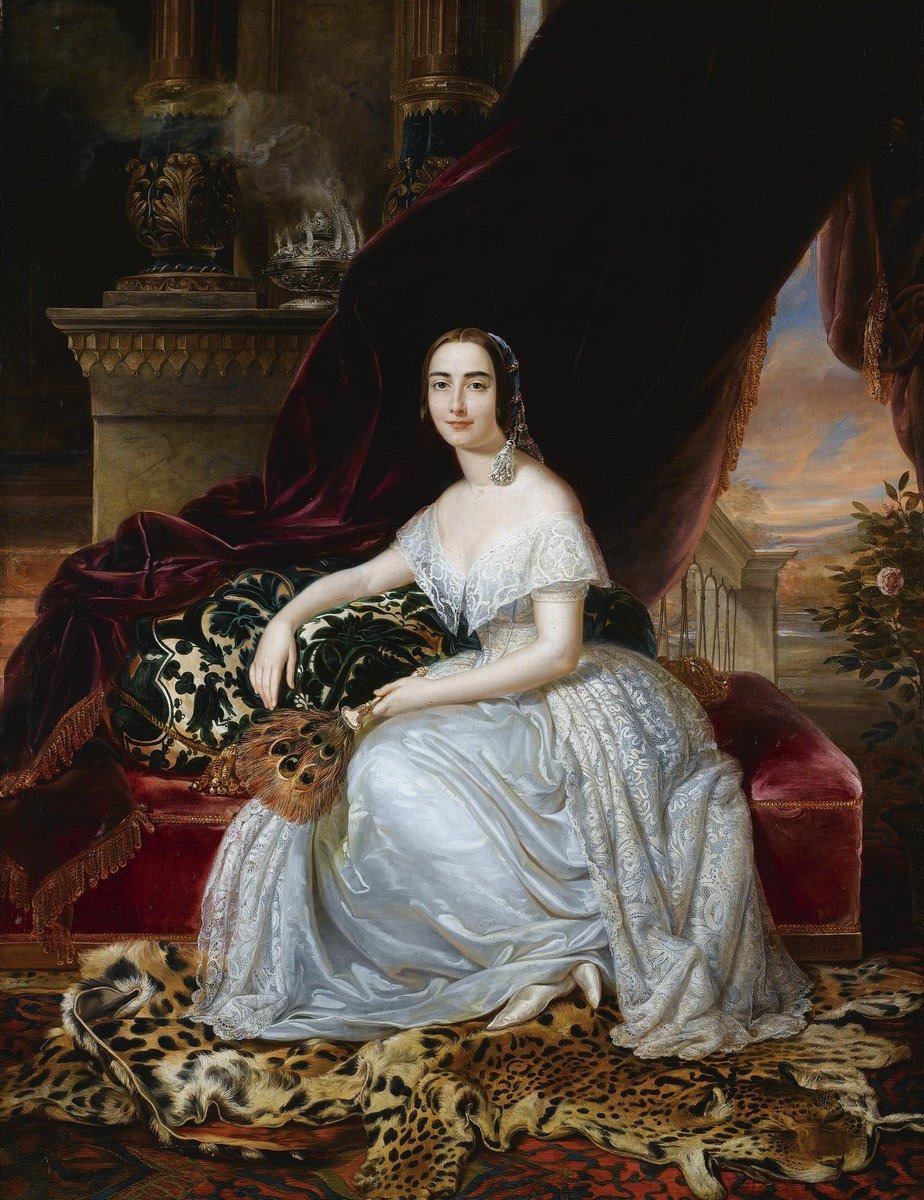
Katharina Caradja, gemalt von Pietro Luchini, 1845

## Leben
Katharina Botzaris wurde 1818 oder 1820 in Ioannina geboren und entstammt der Souliotenfamilie Botzaris. Ihr Vater Markos Botzaris war ein angesehener militärischer Führer der Griechischen Revolution. Mit dem Ausbruch dieser Revolution wurde Katharina von den Osmanen gefangen genommen und in einen abgelegenen Teil des Osmanischen Reiches verschleppt. Hier wurde sie in die Obhut osmanischer Frauen der Oberschicht gegeben, wobei eine von ihnen sie adoptieren wollte.
Nach einem Gefangenenaustausch gelangte sie jedoch wieder zu ihrer Familie zurück und wählte das neue Griechenland als ihre Heimat. Ihr Bruder Demetrios war Flügeladjutant und wurde später Kriegsminister unter König Otto I. von Griechenland. Katharina wurde von Königin Amalie zur Hofdame ernannt. In dieser Funktion begleitete sie die Königin zu zahlreichen Empfängen an die Königshöfe Europas. 1844 verlieh ihr König Ludwig I. von Bayern den Ludwigsorden. Bereits 1841 war das von Joseph Karl Stieler gemalte Porträt entstanden, welches sich heute in der Schönheitengalerie des Schlosses Nymphenburg in München befindet.
1845 heiratete sie den griechischen Prinzen George Caradja, einen General der griechischen Armee. Aus der Ehe entstammten zwei Söhne und zwei Töchter.
Die Rosenart „Botzaris“ wurde nach ihr benannt.